# Зброя пролетаріату
«Зброя пролетаріату» — другий спільний альбом українського письменника Сергія Жадана та гурту «Собаки в Космосі», записаний 2012 року.

## Композиції
| #     | Назва                               | Автор слів   | Автор музики          | Тривалість |
| ----- | ----------------------------------- | ------------ | --------------------- | ---------- |
| 1.    | «Інтро»                             | Сергій Жадан | Собаки в Космосі      | 1:42       |
| 2.    | «Камон, мен (2 бердичівські євреї)» | С. Жадан     | Собаки в Космосі      | 4:01       |
| 3.    | «Зброя пролетаріату»                | С. Жадан     | Собаки в Космосі      | 3:16       |
| 4.    | «Радіо Харків»                      | С. Жадан     | Собаки в Космосі      | 2:20       |
| 5.    | «Берці»                             | С. Жадан     | Собаки в Космосі      | 2:34       |
| 6.    | «300 китайців»                      | С. Жадан     | Собаки в Космосі      | 5:00       |
| 7.    | «Мудаки»                            | С. Жадан     | Собаки в Космосі      | 4:25       |
| 8.    | «Завод Шевченка»                    | С. Жадан     | Собаки в Космосі      | 1:56       |
| 9.    | «Ляшко»                             | С. Жадан     | Собаки в Космосі      | 3:09       |
| 10.   | «2 портвейна»                       | С. Жадан     | Red Hot Chili Peppers | 3:10       |
| 11.   | «Жінка»                             | С. Жадан     | Собаки в Космосі      | 2:55       |
| 34:28 |                                     |              |                       |            |